# Símbolos de ajedrez en Unicode

Representaciones de dos los símbolos de ajedrez en dos tipografías. DejaVu Sans, FreeSerif, Quivira, Pecita.

Los símbolos de ajedrez son una parte de Unicode. En lugar de usar imágenes, es posible representar las piezas de ajedrez con símbolos que están definidos en el conjunto de caracteres Unicode. Esto permite las posibilidades de:
- Usar la notación algebraica de figuras que reemplaza a las letras que representan las piezas, por ejemplo, ♘c6 en lugar de Cc6. Esto permite que las jugadas se puedan leer independientemente del idioma (las abreviaciones con letras en la notación algebraica varían de un idioma a otro).
- Producir los símbolos usando un editor de texto o procesador de texto en lugar de software de gráficos.

A fin de mostrar o imprimir estos símbolos, es necesario tener uno o más tipos de letra con buen soporte Unicode instalados en la computadora, y el documento (página web, documento de procesador de texto, etc.) deben usar una de estas tipografías.

## Símbolos Unicode y HTML
Los símbolos de ajedrez son parte del bloque de Símbolos Misceláneos.
| Nombre Unicode     | Símbolo | Punto de código | HTML    |
| ------------------ | ------- | --------------- | ------- |
| white chess king   | ♔       | U+2654          | &#9812; |
| white chess queen  | ♕       | U+2655          | &#9813; |
| white chess rook   | ♖       | U+2656          | &#9814; |
| white chess bishop | ♗       | U+2657          | &#9815; |
| white chess knight | ♘       | U+2658          | &#9816; |
| white chess pawn   | ♙       | U+2659          | &#9817; |
| black chess king   | ♚       | U+265A          | &#9818; |
| black chess queen  | ♛       | U+265B          | &#9819; |
| black chess rook   | ♜       | U+265C          | &#9820; |
| black chess bishop | ♝       | U+265D          | &#9821; |
| black chess knight | ♞       | U+265E          | &#9822; |
| black chess pawn   | ♟       | U+265F          | &#9823; |

## Tablero
| 8 | ♜ | ♞ | ♝ | ♛ | ♚ | ♝ | ♞ | ♜ |
| 7 | ♟ | ♟ | ♟ | ♟ | ♟ | ♟ | ♟ | ♟ |
| 6 |   |   |   |   |   |   |   |   |
| 5 |   |   |   |   |   |   |   |   |
| 4 |   |   |   |   |   |   |   |   |
| 3 |   |   |   |   |   |   |   |   |
| 2 | ♙ | ♙ | ♙ | ♙ | ♙ | ♙ | ♙ | ♙ |
| 1 | ♖ | ♘ | ♗ | ♕ | ♔ | ♗ | ♘ | ♖ |
|   | a | b | c | d | e | f | g | h |